# 大麥町
大麥町，又譯達爾馬提亞狗、達爾馬西亞狗或斑點狗，是狗的品種之一。
在兽医学中，大麥町狗主要排泄尿酸，而不是尿素，原因是其尿酸循环中一个转换酶的基因坏了。因此，大麥町有較高的腎臟石風險，常常發生於四歲以上的狗，尤其是公狗。

## 體形
雄性及雌性的大麥町狗體形均相若，成長後的大麥町狗身高約48至58公分左右，體重約23至25公斤左右。

## 原產地

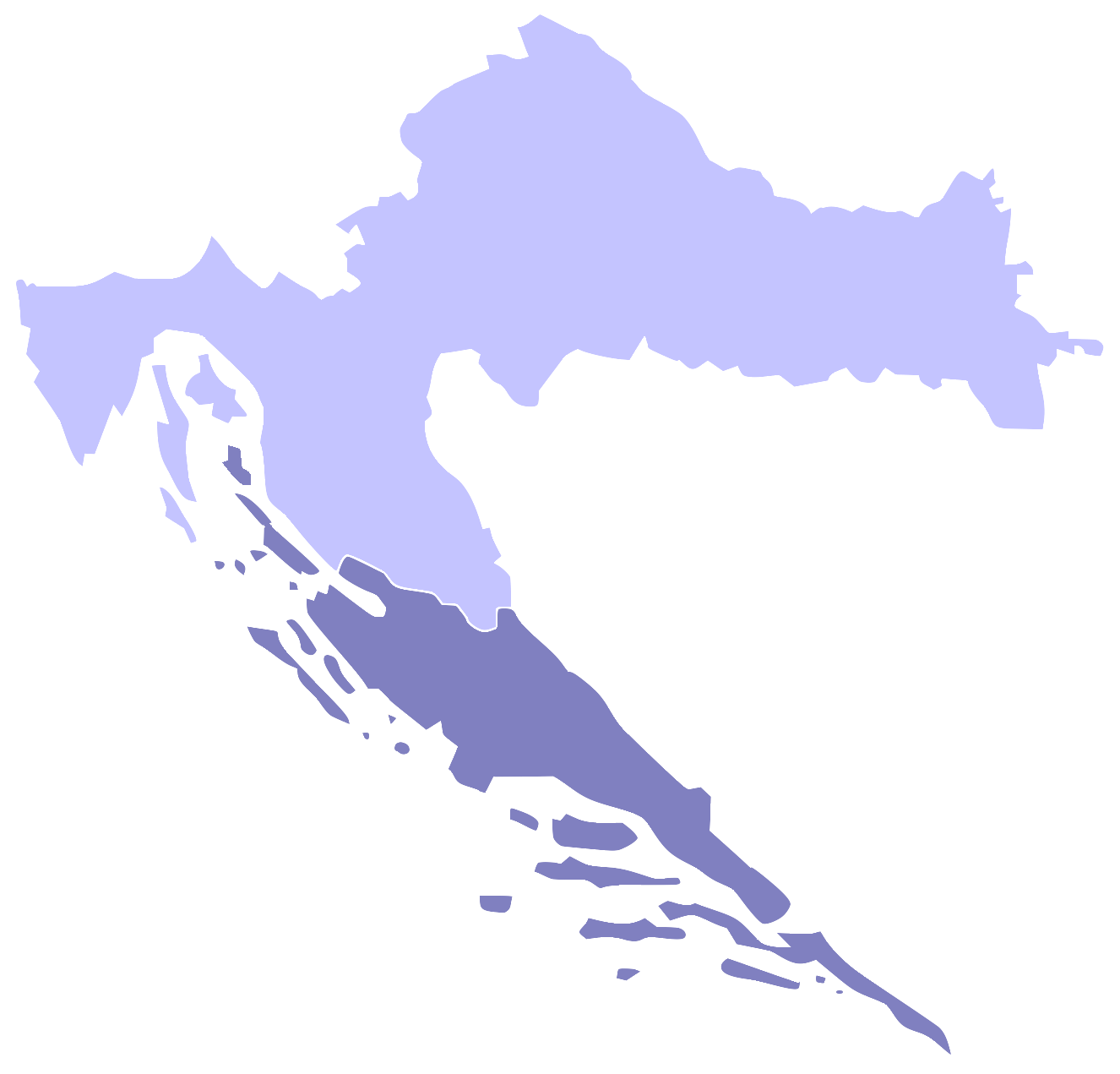
達爾馬提亞位於今克羅地亞

克羅埃西亞的達爾馬提亞（Dalmatia，又譯「撻馬太」）。

## 相關電影
- 《101忠狗》
- 《101斑點狗》
- 《102斑点狗》